# Boa Saúde
Boa Saúde (dall'istituzione l'11 dicembre 1953 al 2 febbraio 1991 Januário Cicco) è un comune del Brasile nello Stato del Rio Grande do Norte, parte della mesoregione dell'Agreste Potiguar e della microregione dell'Agreste Potiguar.